# Заморожений жах
«Заморожений жах» (англ. Deep Freeze) — фільм жахів 2002 року режисера Джона Карла Бюхлера. Сценарій написали Роберт Борис, Денніс А. Пратт і Метью Джейсон Волш, фільм зняли у Німеччині у 2001 році. Для ринку США стрічка отримала іншу назву.

## Сюжет
Компанія Geotech побудувала велику антарктичну базу для буріння нафти. У закладі працюють доктор Моніка Келсі (Александра Камп-Гореневельд), Нельсон Шнайдер (Гец Отто) та шість працівників. Під час бурхливої бурі на вертольоті прибуває науково-дослідна команда, яка вимушена приземлитися через наближення ще більшого погіршення погоди. Geotech відправила їх для розслідування смерті працівника Ленні (Роберт Аксельрод), зникнення Карла та Ліппського, а також таємничих поштовхів, які вражають район, сподіваючись дізнатися причину цих подій до приїзду слідчої групи ООН, яка може закрити базу. Керівник групи, професор Тед Джейкобсон (Девід Мілберн), має романтичні стосунки з доктором Келсі. Решта членів його команди — це чотири аспіранти: Аріанна (Карен Нієчі), Том (ГовардГалкомб), Апдейт (Девід Леннеман) і Кертіс (Аллен Лі Гафф). Несподівано з'являється гігантський чорний трилобіт і нападає на доктора Келсі. Один за одним монстр вбиває решту команди.

## У ролях
| Актор                      | Роль           |
| -------------------------- | -------------- |
| Гетц Отто                  | Нельсон        |
| Роберт Аксельрод           | Ленні          |
| Норман Коул                | Мансон         |
| Ребека Раян                | Кейт           |
| Аллен Лі Гафф              | Кертіс         |
| Александра Камп-Гроневельд | Моніка Келсі   |
| Карен Нєчі                 | Аріанна        |
| Говард Голкомб             | Том            |
| Девід Мілберн              | Тед Джейкобсон |
| Девід Леннеман             | Апдейт         |
| Біллі Меддокс              | Клайд          |
| Тунде Бабалолун            | Шоклі          |

## Сприйняття
М. Дж. Сімпсон зазначає, що фільм режисера та продюсера «легенди спецефектів Джона Карла Бюхлера». Говорячи про гігантського монстра-трилобіта, він написав: «Це не був би фільм Джона Карла Бюхлера якби не було смертельної гумової ляльки-монстра», уточнюючи: «Звичайно, він повинен бути значно смертоноснішим і хижішим, ніж якими вважають трилобіти були». Він також зауважив, що хоча команда сценаристів мала кращі роботи, хоча «три сценаристи, зазначені в титрах, не обов'язково створять хороший сценарій, а цей — провал». Щодо гриму та оформлення монстра він визнав: «щоб бути справедливим, трилобіт — це добре зроблений спецефект, особливо, коли його бачать, брязкаючим по підлозі», але щодо антагоніста — «просто безглузда концепція для монстра». Він також зазначив недоліки у виробничому дизайні та «неохайності» титрів. Він зробив висновок: «У нього є кілька гострих відчуттів, кілька непередбачуваних жартів і купа зовнішніх кадрів з „Щось“, в персонажів є певна глибина, а в акторській грі немає невдалих королев крику, що є щастям».
«Dread Central» перераховує критерії, за якими глядачі повинні визначити, що цей фільм поганий: його передумова є похідною від «Чужого», сюжетна лінія «нахабно копіює більш ніж один відомий жанровий фільм», і що особливо фахівці зі спецефектів «рідко коли досягають успіху, коли займають режисерське крісло», спецефекти нічим не примітні, режисер уже відомий за «Гоблінами 3», а провідний сценарист — людина, відповідальна за «Дворових собак». Потім рецензент говорить про чудовисько трилобіта, що володіє уявною та незрозумілою силою телепортації та читання думок. Назвавши цю істоту «Триллі», оглядач пише: «Триллі, бачите, це не звичайна людожерська, доісторична комаха, що прокинулася від крижаного сну. Ні, Триллі має магічні сили, яких не мала ваша типова доісторична комаха-людожер. Трилли, схоже, екстрасенс.  Так само як Санта, Триллі знає, коли ви спите, і знає, коли ви не спали, і напевно знає, коли ви приймаєте ванну чи душ. Найголовніше, що Триллі знає, коли ти один. Він ціпеніє, якщо у кімнаті кілька людей, які щось обговорюють, але в той момент, коли хтось залишався один у цій кімнаті, Трилли раптово завдавав удар, очевидно сховавшись десь в кімнаті, терпляче чекаючи того самого моменту, коли хтось буде наодинці. Смішно, як часто це відбувалося». Він зазначає, що сюжет не робить спроб пояснити, як така велика та повільна істота може так вільно та швидко пересуватися. Він робить висновок, що фільм «сприймає себе занадто серйозно, враховуючи дурну концепцію вбивці доісторичного таргана», написавши, що здавалося: «Бюхлер намагався зробити істоту у стилі 1950-х років, але помилково обрав шлях для істоти з менталітетом сучасного флешера». «Тут немає ніякого напруження, і найшокуюче, враховуючи послужний список режисера, ми навіть не отримуємо хорошого вбивства. Попри те, що його знімала людина, яка створила більш ніж достойну частку кривавих ефектів для фільмів, „Заморожений жах“ напрочуд в'ялий».
Скотт Вайнберг з eFilmCritic Reviews зазначив, що «Роджер Корман все ще штампує барахло», написавши, що «„Заморожений жах“ — у багато чому схожий на „Щось“ Джона Карпентера — мінус майстерність, артистизм і талант». Його висновок полягав у тому, що фільм був «одним із найменших професійних зусиль режисера Дж. К. Бюхлера».